# تريفور هارفي (لاعب كرة قدم)
تريفور هارفي هو لاعب كرة قدم كندي، ولد في 7 سبتمبر 1916 في فانكوفر في كندا، وتوفي في 24 يوليو 1988.